# La Croisille
Pour les articles homonymes, voir Croisille.
Pour l’article ayant un titre homophone, voir La Croixille.
La Croisille est une commune française située dans le département de l'Eure en région Normandie.

## Géographie

### Localisation
Village du pays d'Ouche.
|                                    | Portes, Ferrières-Haut-Clocher |           |
| Saint-Élier                        | La Croisille                   | Glisolles |
| Le Val-Doré (comm. dél. du Fresne) | Glisolles                      |           |

### Hydrographie
La commune est située dans le bassin Seine-Normandie. Elle est drainée par le Rouloir et un autre petit cours d'eau,.
Le Rouloir, d'une longueur de 49 km, prend sa source dans la commune de Saint-Ouen-sur-Iton et se jette  dans un bras de l'Iton à Glisolles, après avoir traversé 15 communes.Les caractéristiques hydrologiques de le Rouloir sont données par la station hydrologique située sur la commune de Glisolles. Le débit moyen mensuel est de 0,917 m3/s. Le débit moyen journalier maximum est de 3,12 m3/s, atteint lors de la crue du 7 juin 2018. Le débit instantané maximal est quant à lui de 3,17 m3/s, atteint le 6 juin 2018.

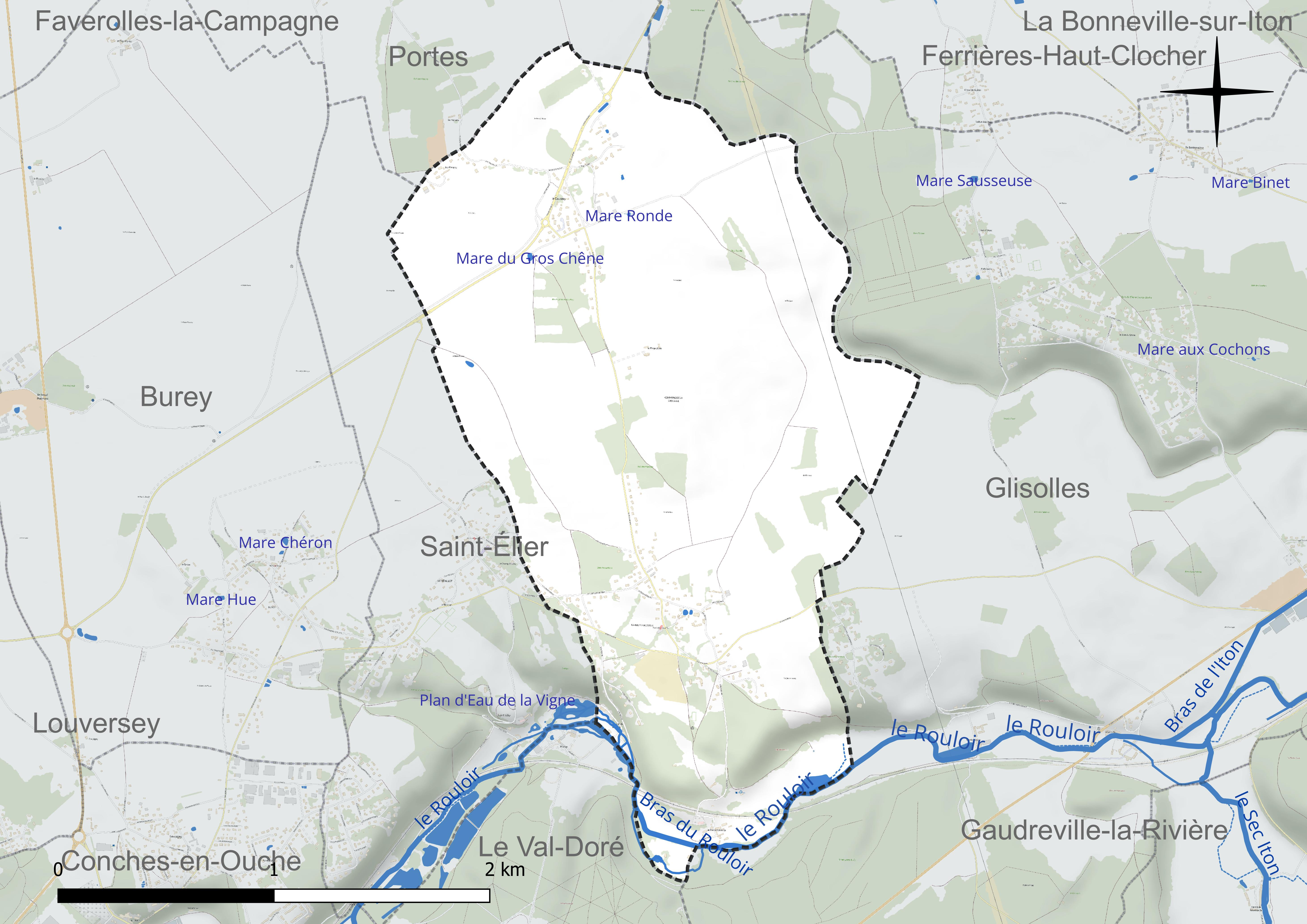
Réseau hydrographique de la Croisille.

Deux plans d'eau complètent le réseau hydrographique : la mare du Gros Chêne (0,1 ha) et la mare Ronde (0 ha),.

### Climat
Pour des articles plus généraux, voir Climat de la Normandie et Climat de l'Eure.
En 2010, le climat de la commune est de type climat océanique dégradé des plaines du Centre et du Nord, selon une étude du CNRS s'appuyant sur une série de données couvrant la période 1971-2000. En 2020, Météo-France publie une typologie des climats de la France métropolitaine dans laquelle la commune est exposée à un climat océanique et est dans la région climatique  Côtes de la Manche orientale, caractérisée par un faible ensoleillement (1 550 h/an) ; forte humidité de l’air (plus de 20 h/jour avec humidité relative > 80 % en hiver), vents forts fréquents. Parallèlement le GIEC normand, un groupe régional d’experts sur le climat, différencie quant à lui, dans une étude de 2020, trois grands types de climats pour la région Normandie, nuancés à une échelle plus fine par les facteurs géographiques locaux. La commune est, selon ce zonage, exposée à un « climat des plateaux abrités », correspondant aux plaines agricoles de l’Eure, avec une pluviométrie beaucoup plus faible que dans la plaine de Caen en raison du double effet d’abri provoqué par les collines du Bocage normand et par celles qui s’étendent sur un axe du Pays d'Auge au Perche.
Pour la période 1971-2000, la température annuelle moyenne est de 10,4 °C, avec  une amplitude thermique annuelle de 14,2 °C. Le cumul annuel moyen de précipitations est de 657 mm, avec 11,1 jours de précipitations en janvier et 8,1 jours en juillet. Pour la période 1991-2020, la température moyenne annuelle observée sur la station météorologique la plus proche, située sur la commune de Guichainville à 15 km à vol d'oiseau, est de 11,1 °C et le cumul annuel moyen de précipitations est de 659,6 mm,. Pour l'avenir, les paramètres climatiques de la commune estimés pour 2050 selon différents scénarios d’émission de gaz à effet de serre sont consultables sur un site dédié publié par Météo-France en novembre 2022.

## Urbanisme

### Typologie
Au 1er janvier 2024, La Croisille est catégorisée commune rurale à habitat dispersé, selon la nouvelle grille communale de densité à 7 niveaux définie par l'Insee en 2022.
Elle appartient à l'unité urbaine de Conches-en-Ouche, une agglomération intra-départementale dont elle est une commune de la banlieue,. Par ailleurs la commune fait partie de l'aire d'attraction d'Évreux, dont elle est une commune de la couronne,. Cette aire, qui regroupe 108 communes, est catégorisée dans les aires de 50 000 à moins de 200 000 habitants,.

### Occupation des sols
L'occupation des sols de la commune, telle qu'elle ressort de la base de données européenne d’occupation biophysique des sols Corine Land Cover (CLC), est marquée par l'importance des territoires agricoles (84,5 % en 2018), en diminution par rapport à 1990 (90,2 %). La répartition détaillée en 2018 est la suivante : 
terres arables (70,1 %), zones agricoles hétérogènes (10,8 %), forêts (8,3 %), zones urbanisées (7,2 %), prairies (3,6 %). L'évolution de l’occupation des sols de la commune et de ses infrastructures peut être observée sur les différentes représentations cartographiques du territoire : la carte de Cassini (XVIIIe siècle), la carte d'état-major (1820-1866) et les cartes ou photos aériennes de l'IGN pour la période actuelle (1950 à aujourd'hui).

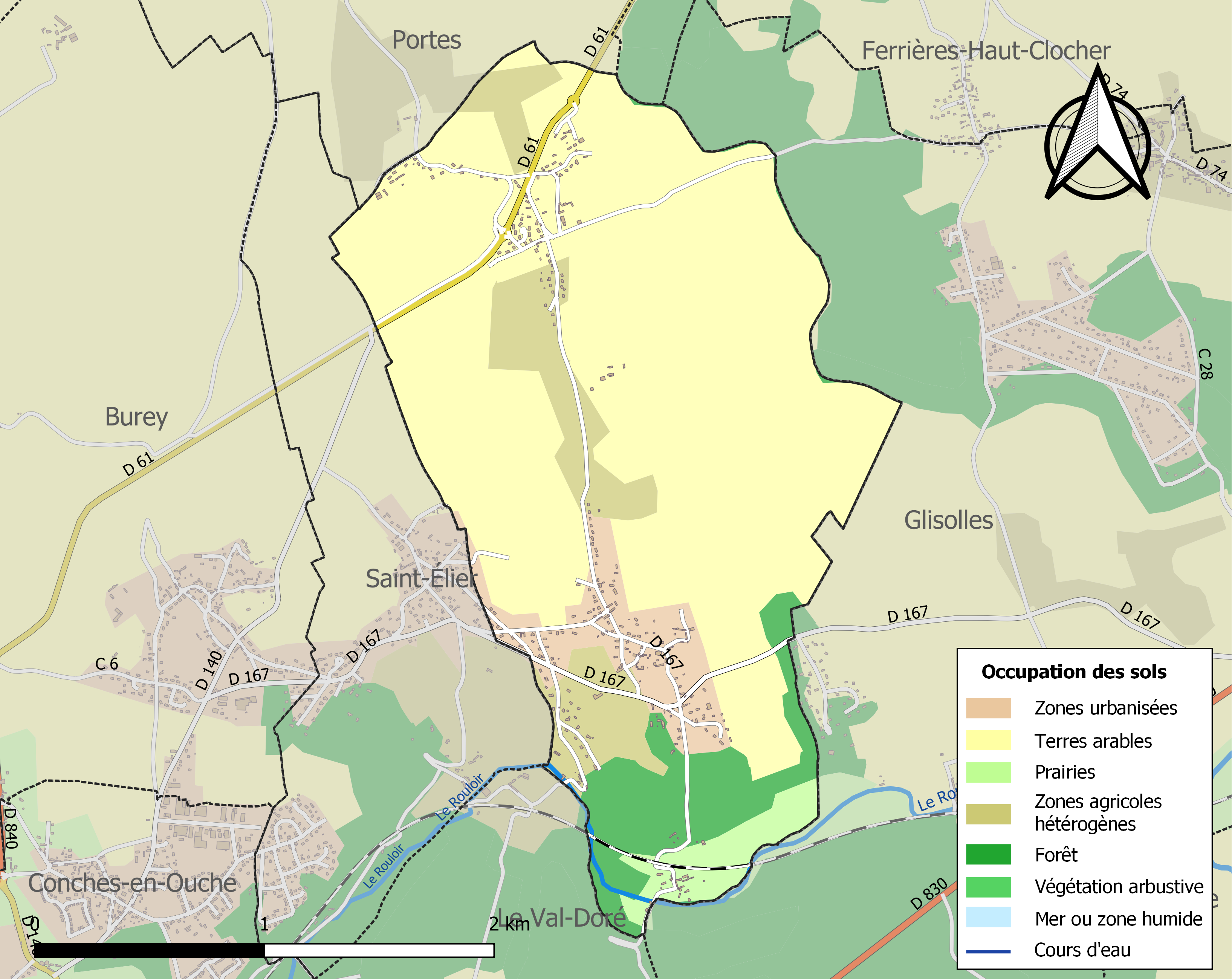
Carte des infrastructures et de l'occupation des sols de la commune en 2018 (CLC).

## Toponymie
Le nom de la localité est attesté sous les formes Crusillam vers 1026, Crusila en 1208 (charte de la Noë), Cruciola en 1283 (grand cartulaire de Saint-Wandrille), La Groisille en 1738.
De l'oïl croisille signifiant « petite croix ».

## Politique et administration

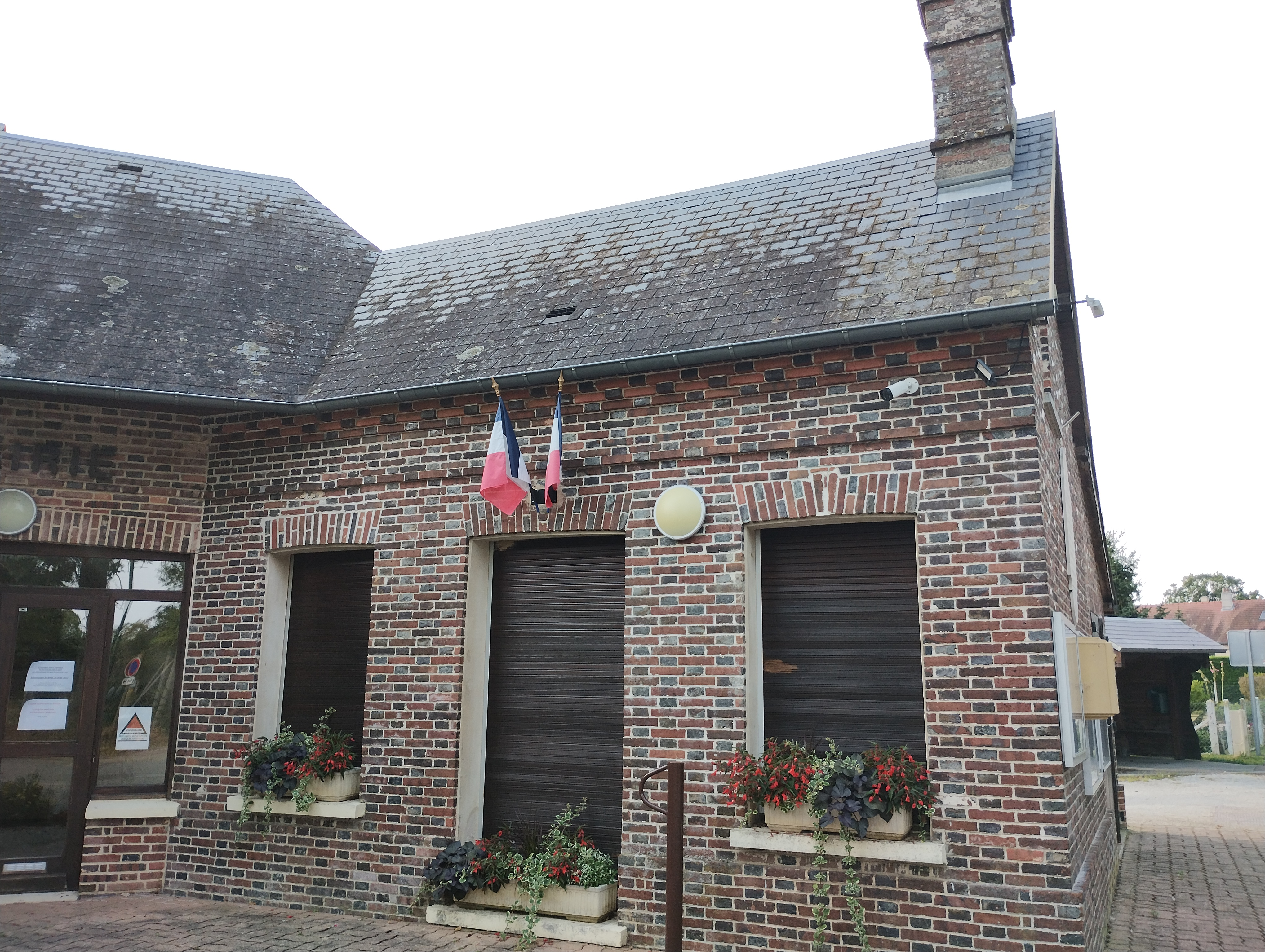
Mairie

| Période                                  | Période  | Identité      | Étiquette | Qualité                                |
| ---------------------------------------- | -------- | ------------- | --------- | -------------------------------------- |
| Les données manquantes sont à compléter. |          |               |           |                                        |
| ca 1943                                  |          | Pierre Robert |           | Nommé conseiller départemental en 1943 |
| Les données manquantes sont à compléter. |          |               |           |                                        |
| mars 2001                                | 2014     | Pierre Duval  |           |                                        |
| mars 2014                                | En cours | Hubert Lamy   | UDI       | Employé                                |

## Démographie

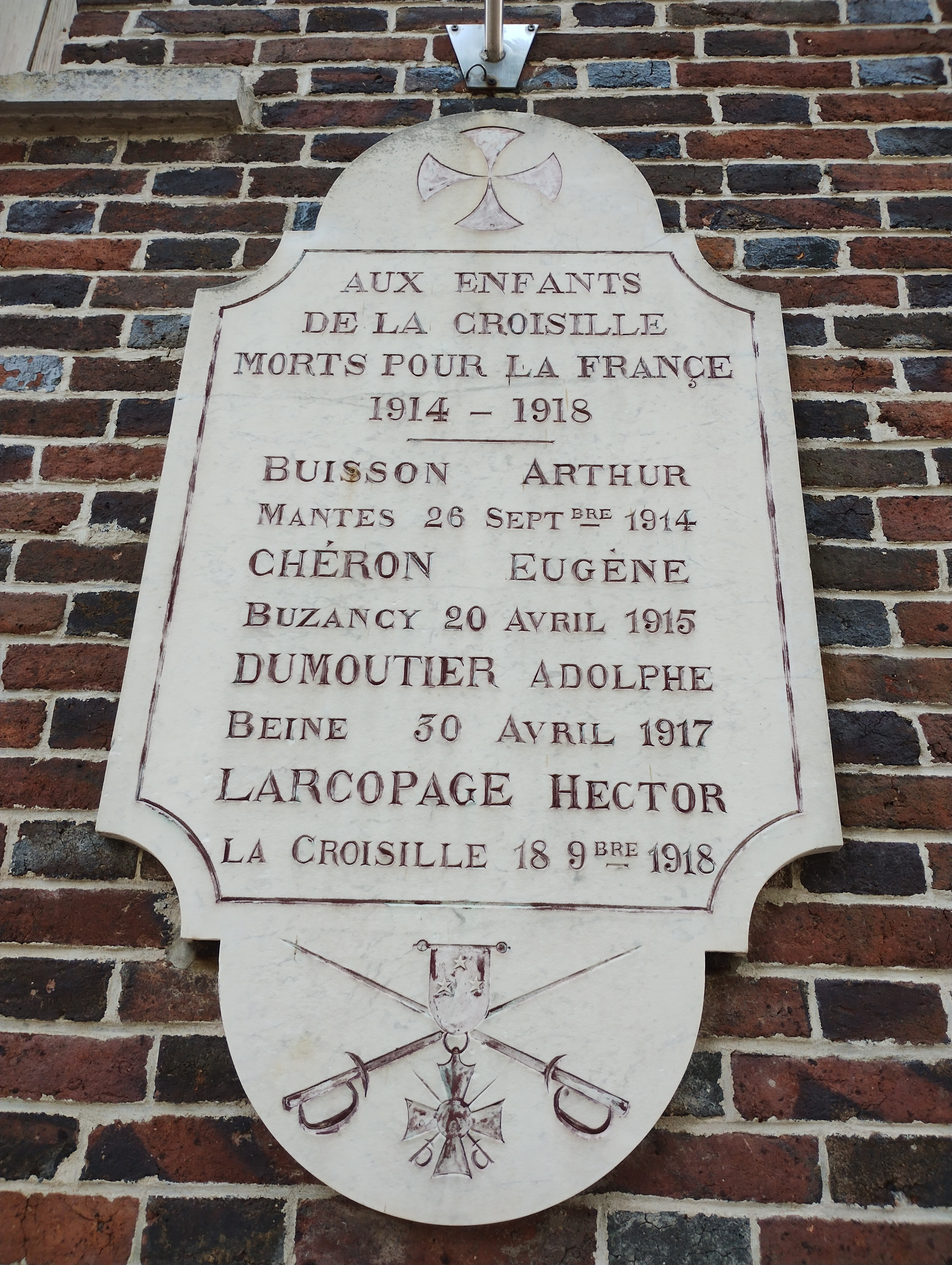
Monument aux morts sur les murs de la mairie

L'évolution du nombre d'habitants est connue à travers les recensements de la population effectués dans la commune depuis 1793. Pour les communes de moins de 10 000 habitants, une enquête de recensement portant sur toute la population est réalisée tous les cinq ans, les populations de référence des années intermédiaires étant quant à elles estimées par interpolation ou extrapolation. Pour la commune, le premier recensement exhaustif entrant dans le cadre du nouveau dispositif a été réalisé en 2006.

En 2022, la commune comptait 409 habitants, en évolution de −8,09 % par rapport à 2016 (Eure : −0,25 %, France hors Mayotte : +2,11 %).
| 1793 | 1800 | 1806 | 1821 | 1831 | 1836 | 1841 | 1846 | 1851 |
| ---- | ---- | ---- | ---- | ---- | ---- | ---- | ---- | ---- |
| 206  | 158  | 181  | 171  | 178  | 150  | 154  | 140  | 140  |

| 1856 | 1861 | 1866 | 1872 | 1876 | 1881 | 1886 | 1891 | 1896 |
| ---- | ---- | ---- | ---- | ---- | ---- | ---- | ---- | ---- |
| 153  | 142  | 121  | 119  | 125  | 136  | 123  | 123  | 110  |

| 1901 | 1906 | 1911 | 1921 | 1926 | 1931 | 1936 | 1946 | 1954 |
| ---- | ---- | ---- | ---- | ---- | ---- | ---- | ---- | ---- |
| 104  | 120  | 112  | 104  | 105  | 98   | 97   | 119  | 130  |

| 1962 | 1968 | 1975 | 1982 | 1990 | 1999 | 2006 | 2011 | 2016 |
| ---- | ---- | ---- | ---- | ---- | ---- | ---- | ---- | ---- |
| 113  | 110  | 137  | 213  | 328  | 325  | 364  | 444  | 445  |

| 2021 | 2022 | - | - | - | - | - | - | - |
| ---- | ---- | - | - | - | - | - | - | - |
| 417  | 409  | - | - | - | - | - | - | - |

## Culture locale et patrimoine

### Lieux et monuments

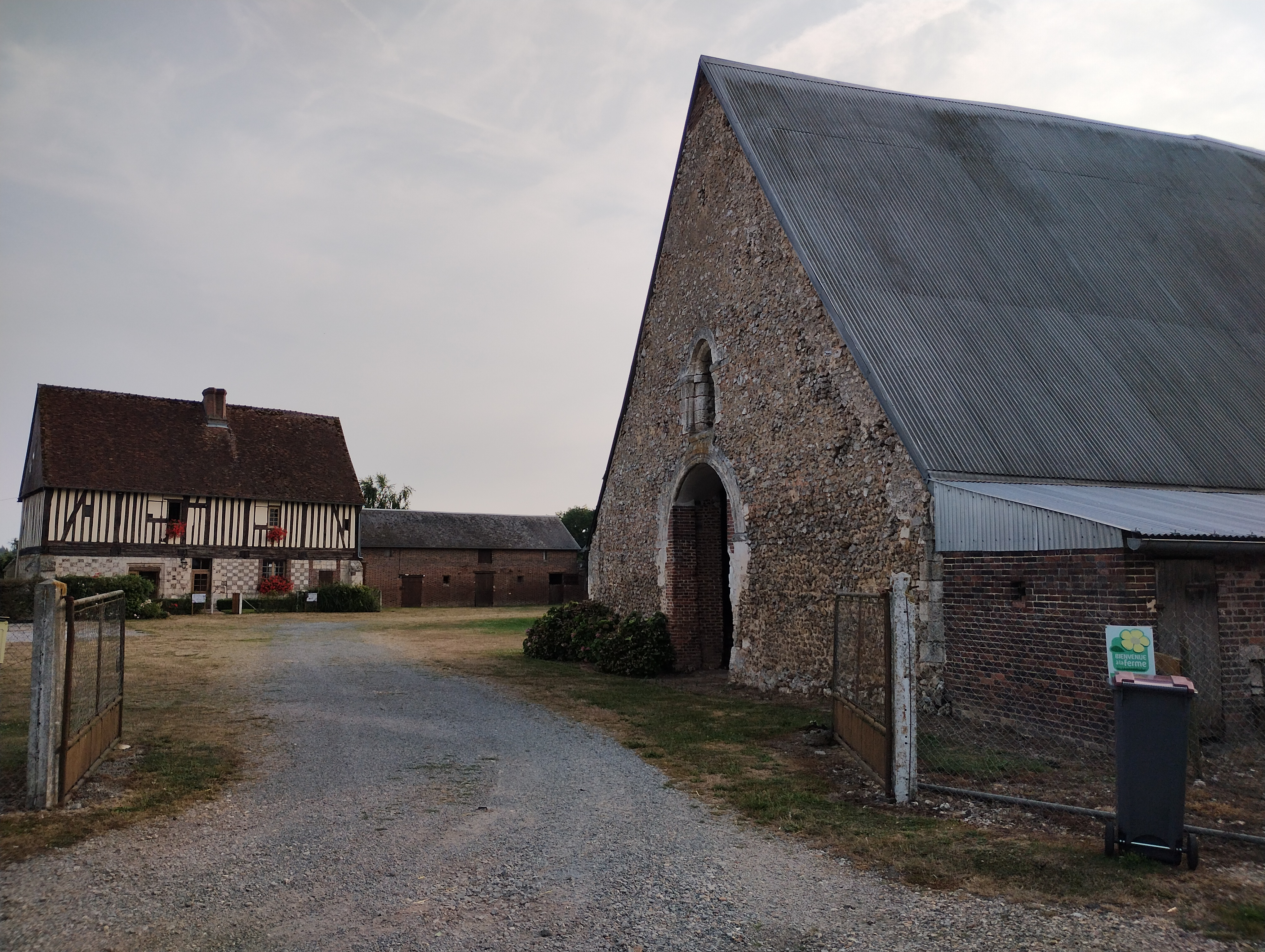
ferme du bourg

- église Saint-Martin
- Ferme du bourg

### Patrimoine naturel
La forêt d'Évreux (dont une partie se trouve comprise sur le territoire de la commune), est en zone naturelle d'intérêt écologique, faunistique et floristique.

#### Site classé
- L’église, le cimetière avec son muret, un if et deux frênes pleureurs  Site classé (1936)[28].